# Eremiaphila brevipennis
Eremiaphila brevipennis è una specie di mantide religiosa appartenente al genere Eremiaphila.